# 华丛芒蝇属
华丛芒蝇属（学名：Sinolochmostylia），也称华丛蝇属，为出头蝇科的一个属。

## 下属物种
本属包括以下物种：
- 中华丛芒蝇 Sinolochmostylia sinica Yang, 1995